# Comuna Beriu, Hunedoara
Beriu (în maghiară: Berény, în germană: Lammdorf) este o comună în județul Hunedoara, Transilvania, România, formată din satele Beriu (reședința), Căstău, Cucuiș, Măgureni, Orăștioara de Jos, Poieni, Sereca și Sibișel.

## Demografie
Componența etnică a comunei Beriu
     Români (91,04%)
     Alte etnii (0,73%)
     Necunoscută (8,23%)
Componența confesională a comunei Beriu
     Ortodocși (77,14%)
     Penticostali (12,65%)
     Alte religii (1,52%)
     Necunoscută (8,69%)
Conform recensământului efectuat în 2021, populația comunei Beriu se ridică la 3.281 de locuitori, în creștere față de recensământul anterior din 2011, când fuseseră înregistrați 3.138 de locuitori. Majoritatea locuitorilor sunt români (91,04%), iar pentru 8,23% nu se cunoaște apartenența etnică. Din punct de vedere confesional, majoritatea locuitorilor sunt ortodocși (77,14%), cu o minoritate de penticostali (12,65%), iar pentru 8,69% nu se cunoaște apartenența confesională.

## Politică și administrație
Comuna Beriu este administrată de un primar și un consiliu local compus din 13 consilieri. Primarul, Emil Moise Bîc[*], de la Partidul Național Liberal, este în funcție din 2008. Începând cu alegerile locale din 2024, consiliul local are următoarea componență pe partide politice:
|  | Partid                          | Consilieri | Componența Consiliului | Componența Consiliului | Componența Consiliului | Componența Consiliului | Componența Consiliului | Componența Consiliului | Componența Consiliului |
|  | ------------------------------- | ---------- | ---------------------- | ---------------------- | ---------------------- | ---------------------- | ---------------------- | ---------------------- | ---------------------- |
|  | Partidul Național Liberal       | 7          |                        |                        |                        |                        |                        |                        |                        |
|  | Partidul Social Democrat        | 4          |                        |                        |                        |                        |                        |                        |                        |
|  | Alianța pentru Unirea Românilor | 1          |                        |                        |                        |                        |                        |                        |                        |
|  | Partidul Mișcarea Populară      | 1          |                        |                        |                        |                        |                        |                        |                        |

## Atracții turistice
- Mănăstirea Cucuiș
- Cetatea Sibișelului
- Monumentul Eroilor din satul Căstău
- Castrul roman de la Orăștioara de Jos
- Frumoasa (sit de importanță comunitară inclus în rețeaua ecologică europeană Natura 2000 în România).

## Imagini

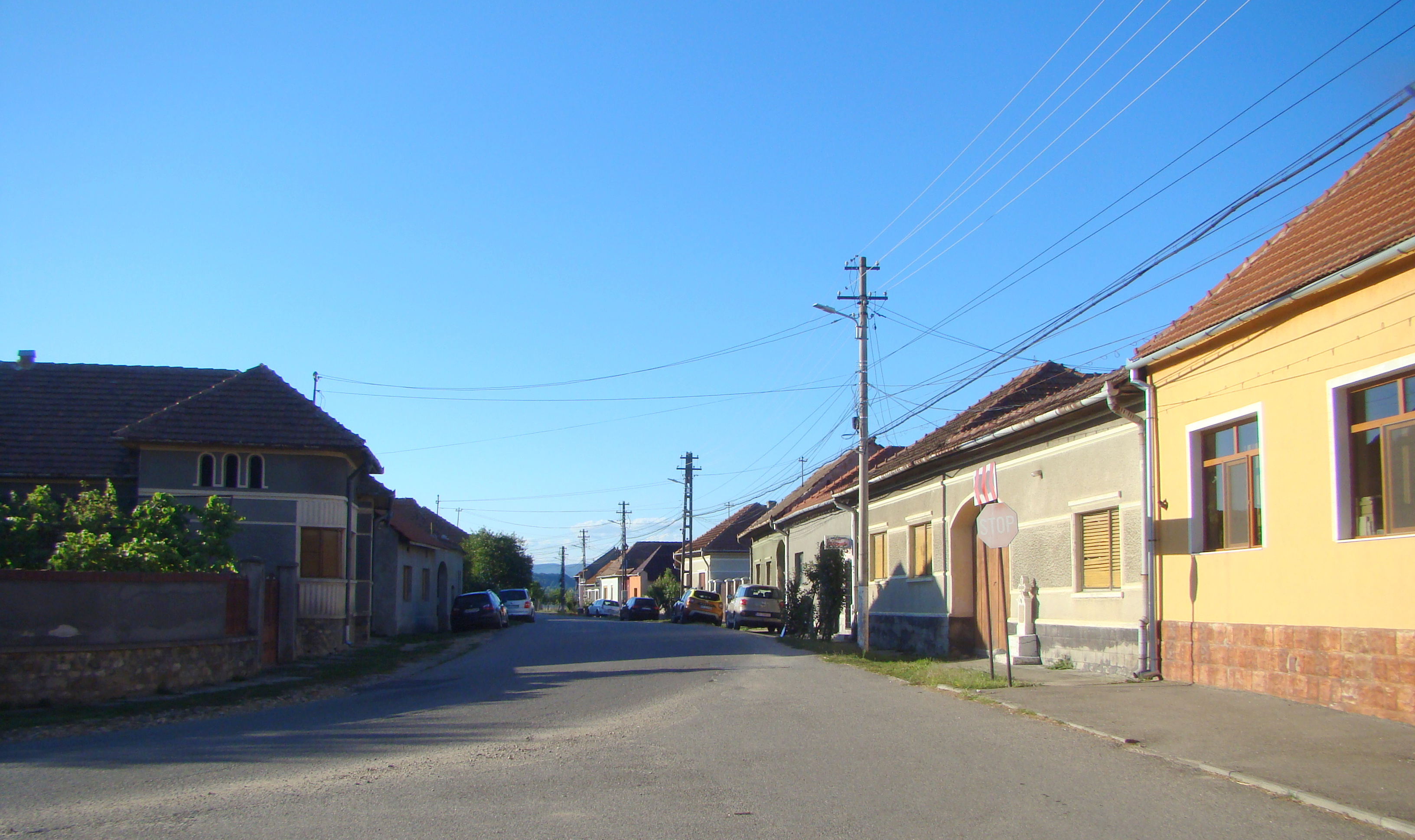
Beriu
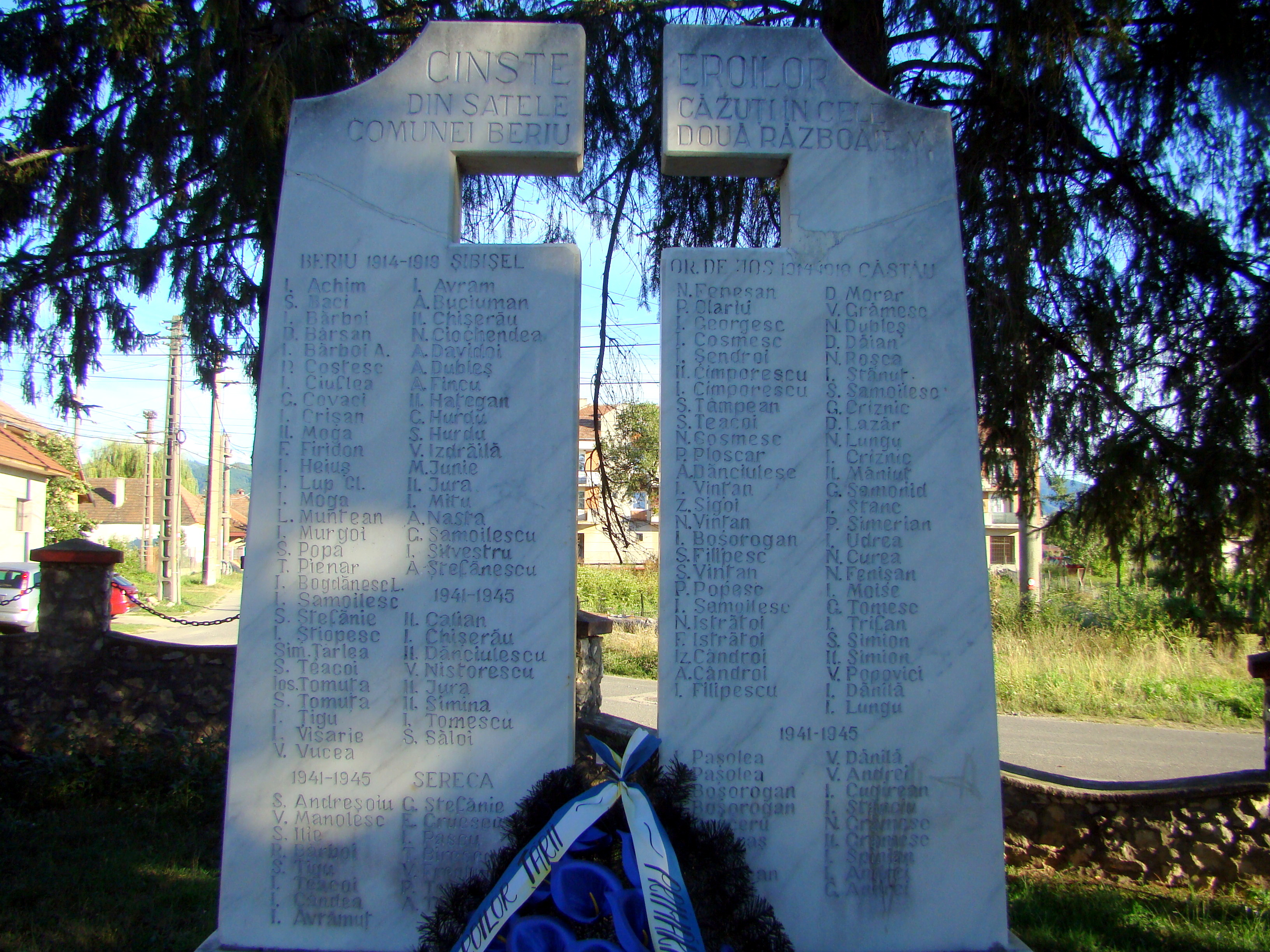
Monumentul eroilor din Beriu
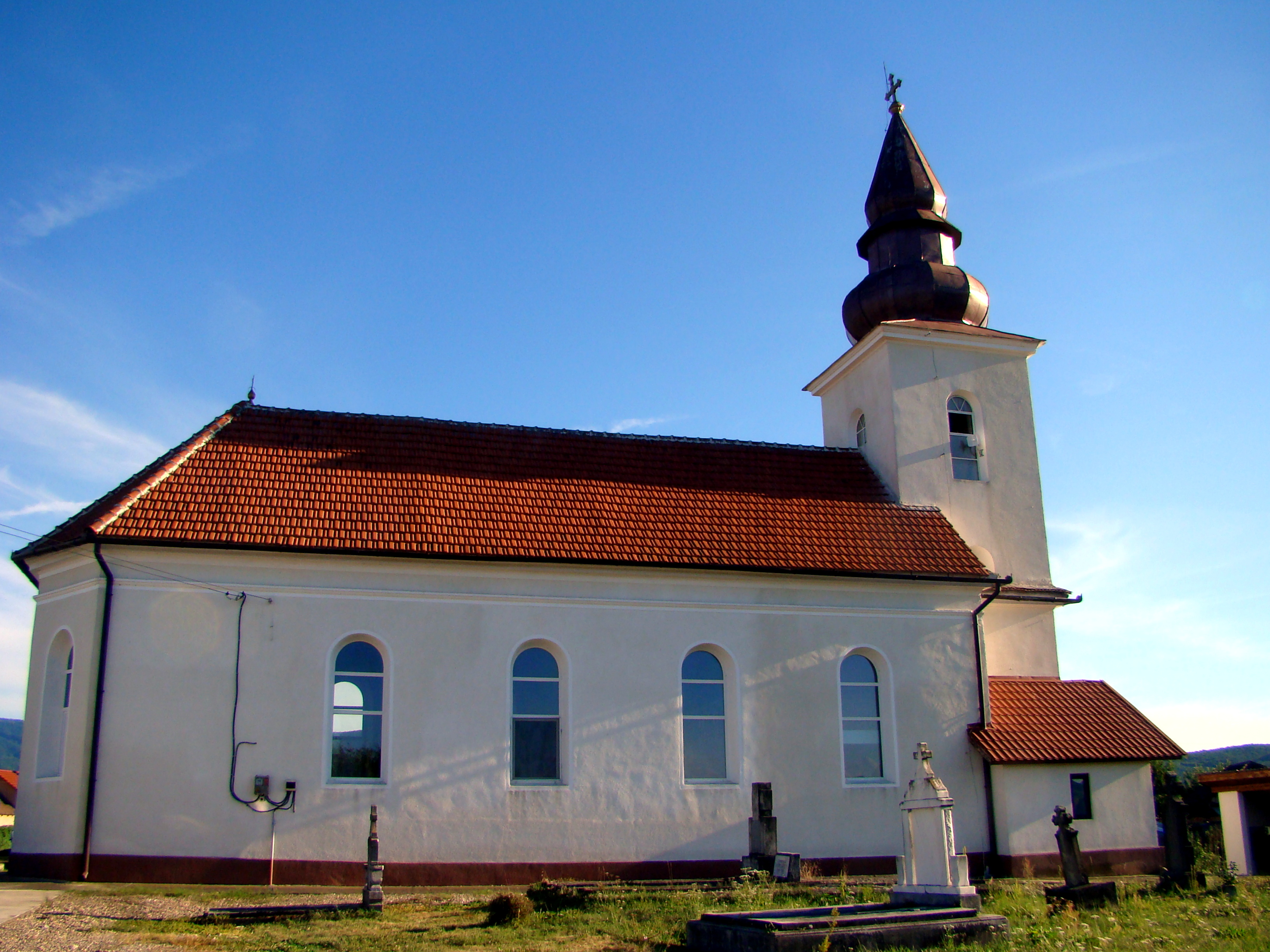
Biserica Adormirea Maicii Domnului din Beriu (1894-1897)
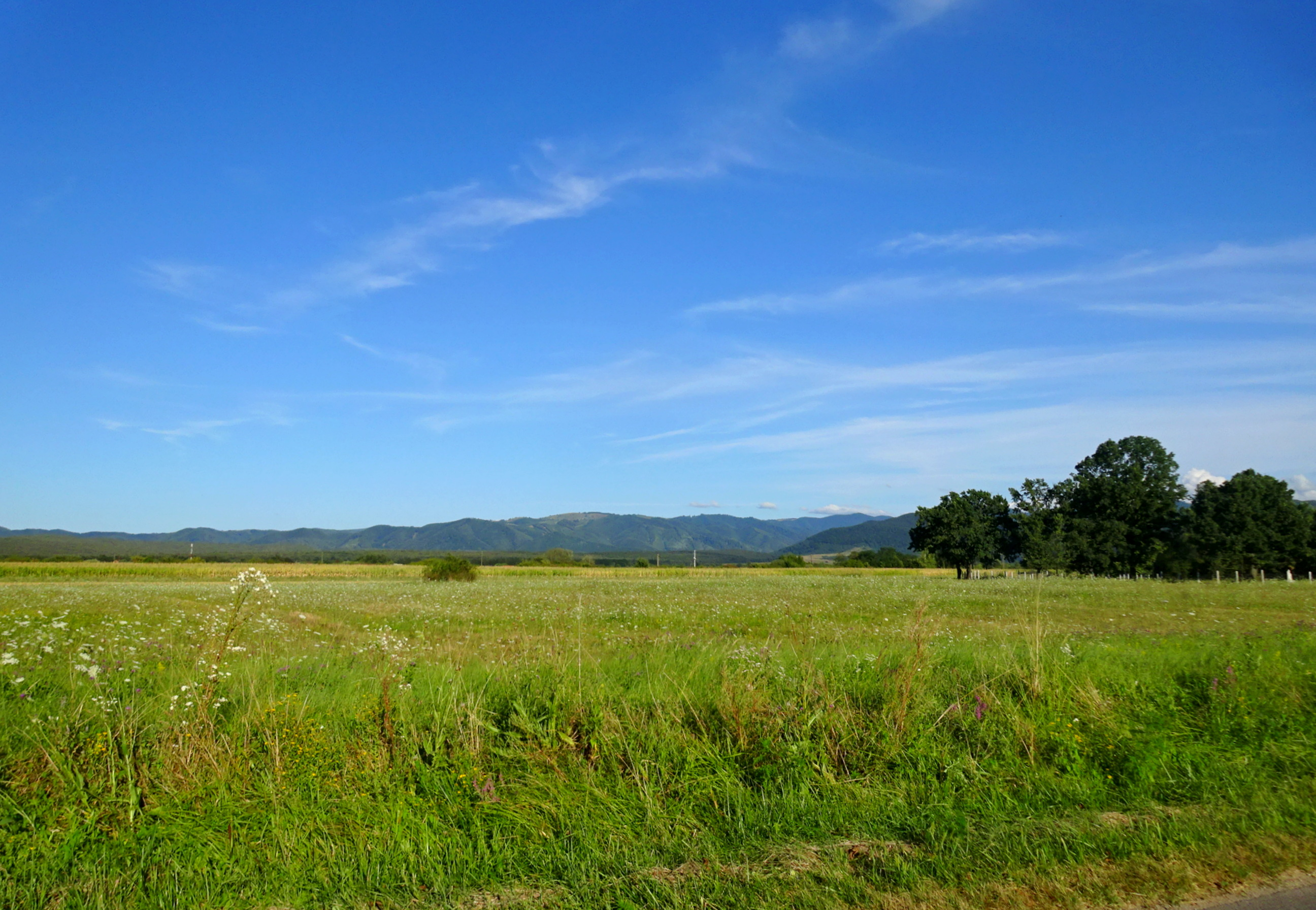
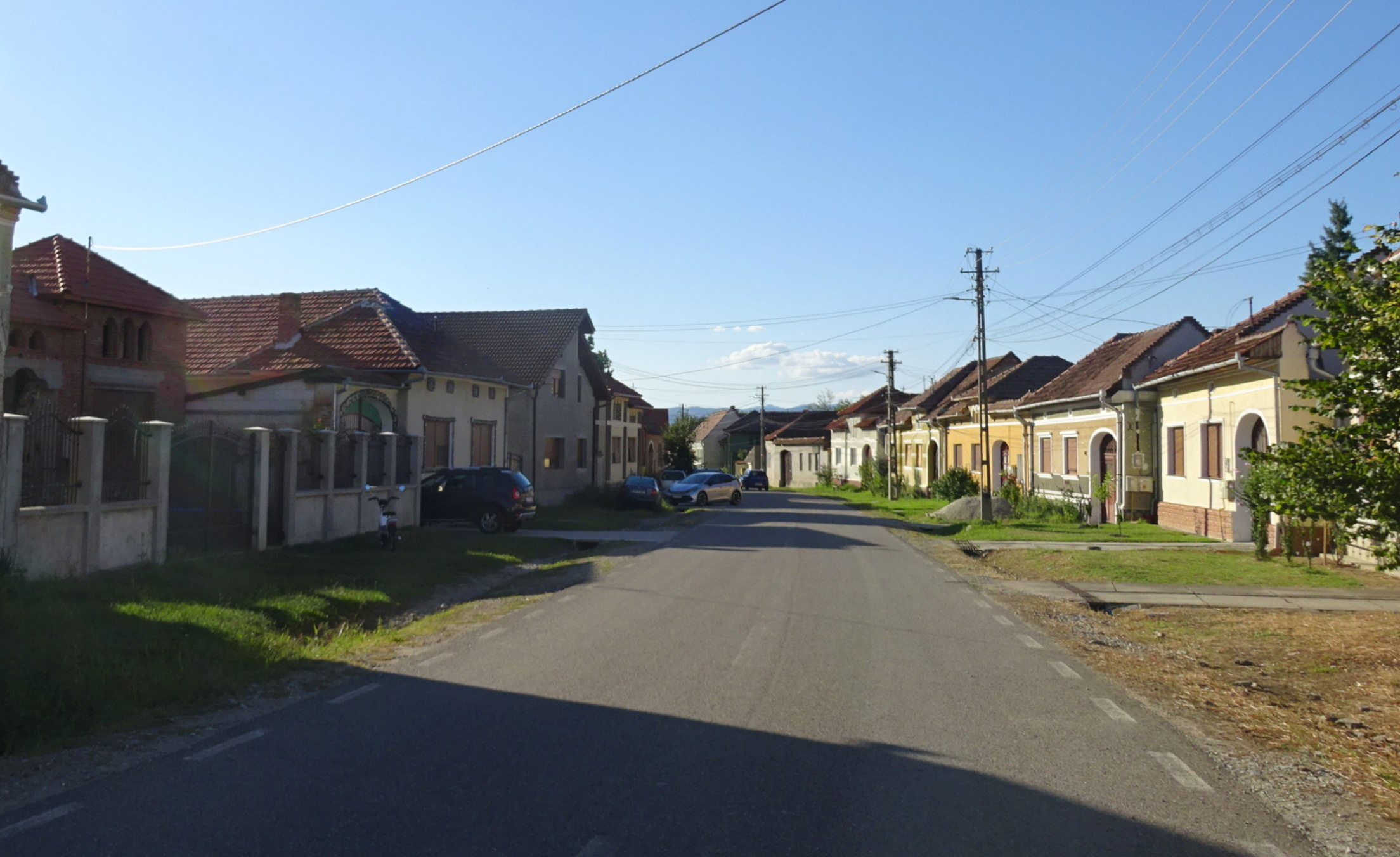
Căstău
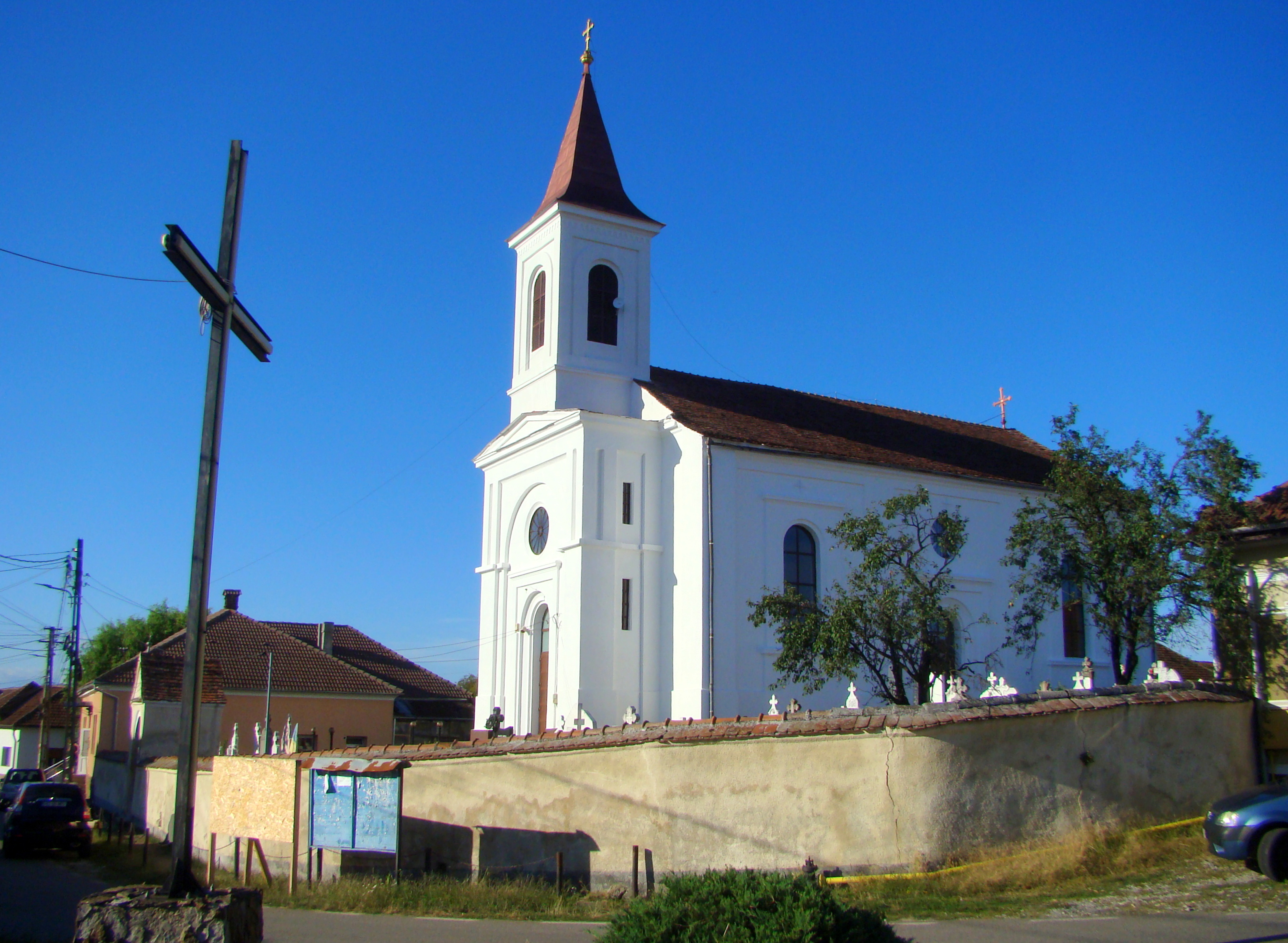
Biserica Sfinții Arhangheli din Căstău (1868-1874)
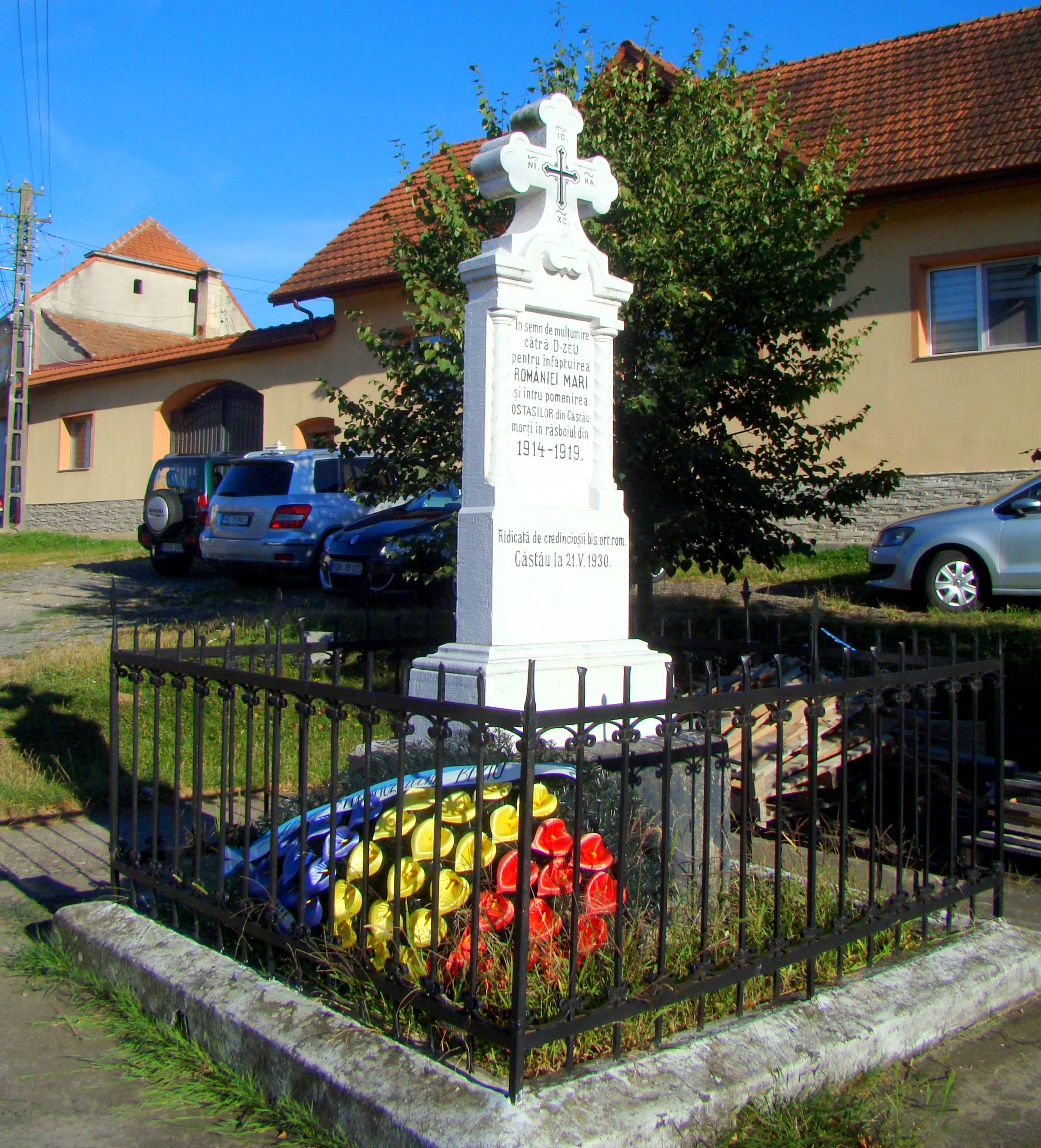
Monumentul eroilor din Căstău
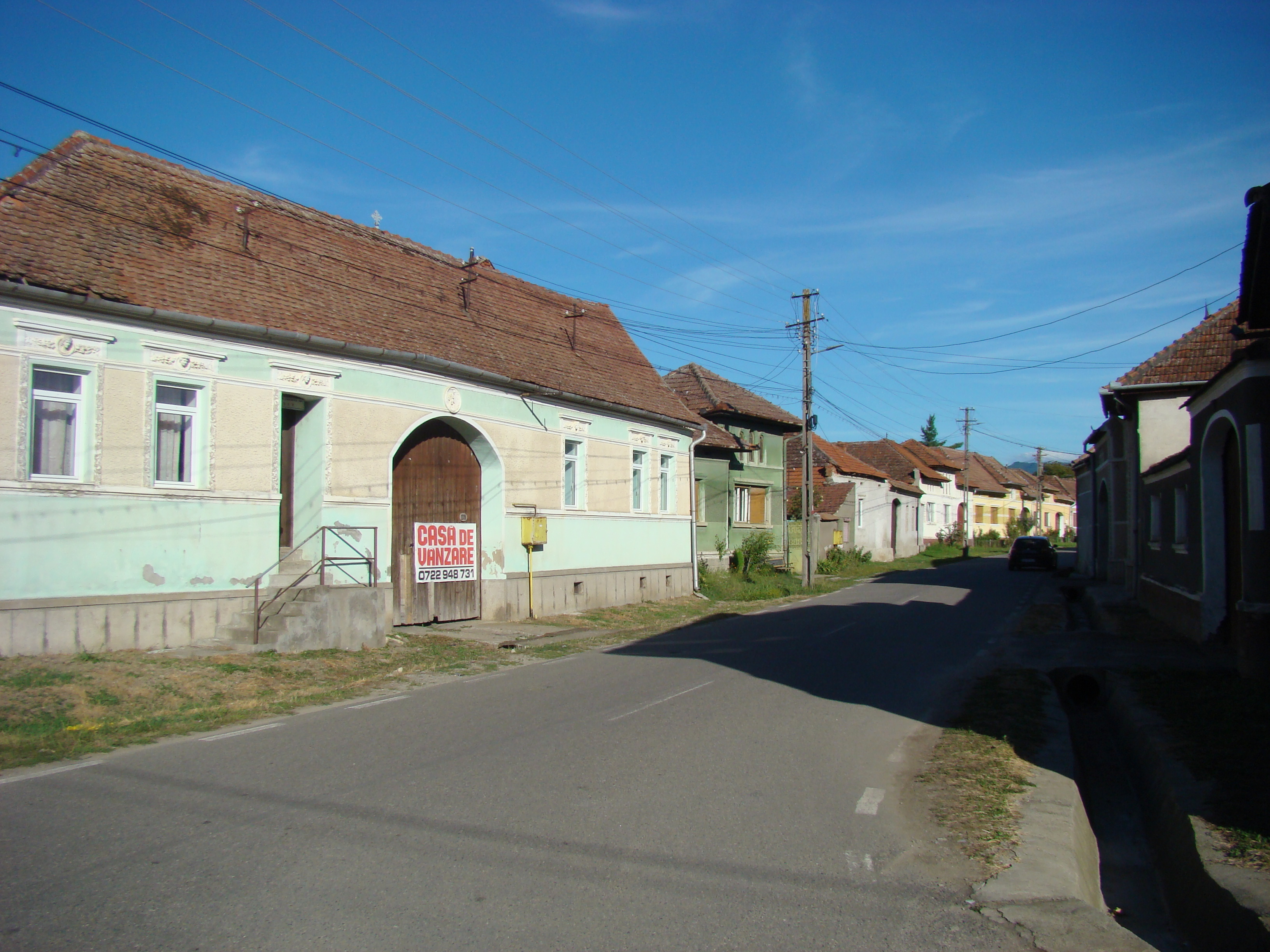
Căstău
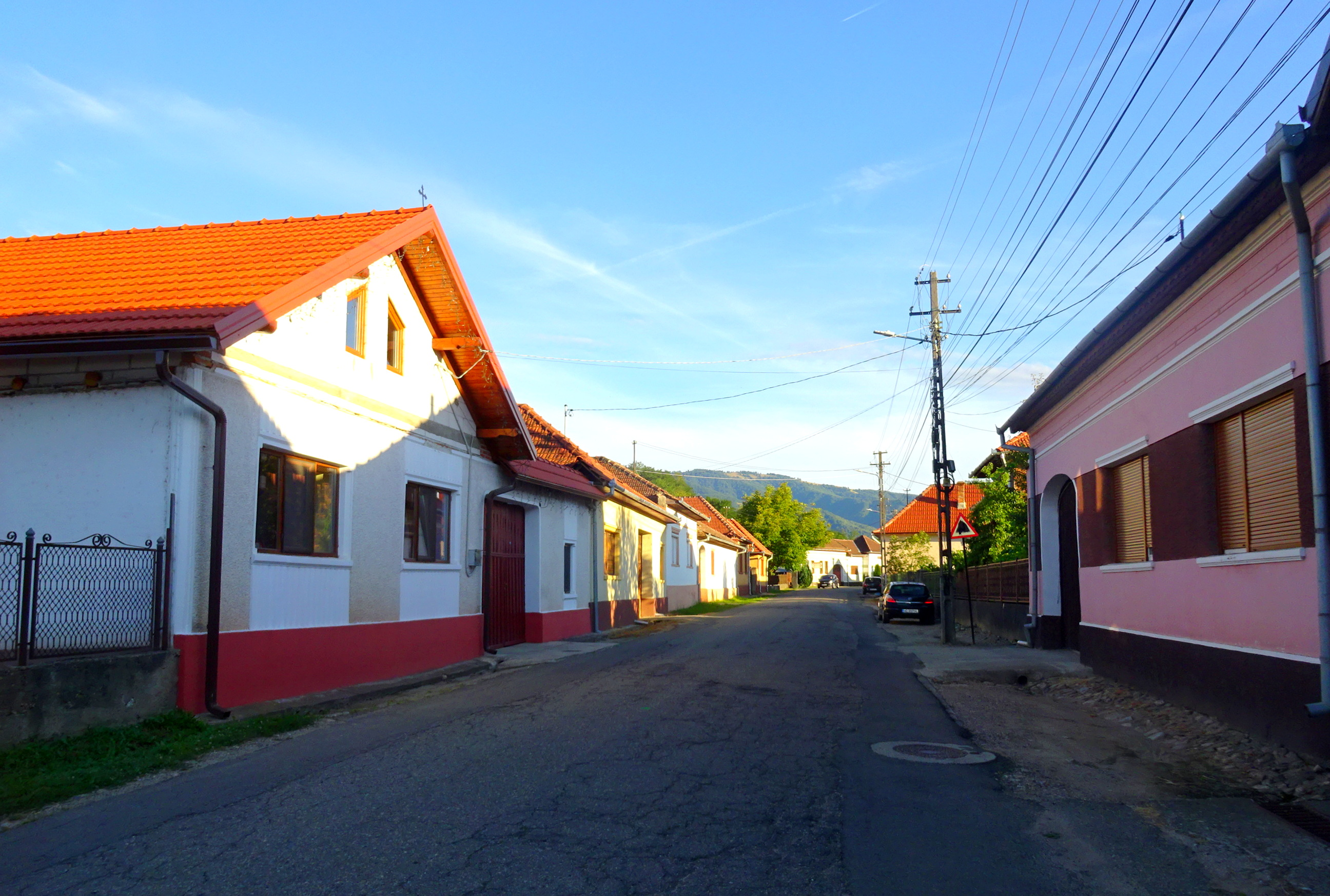
Orăștioara de Jos
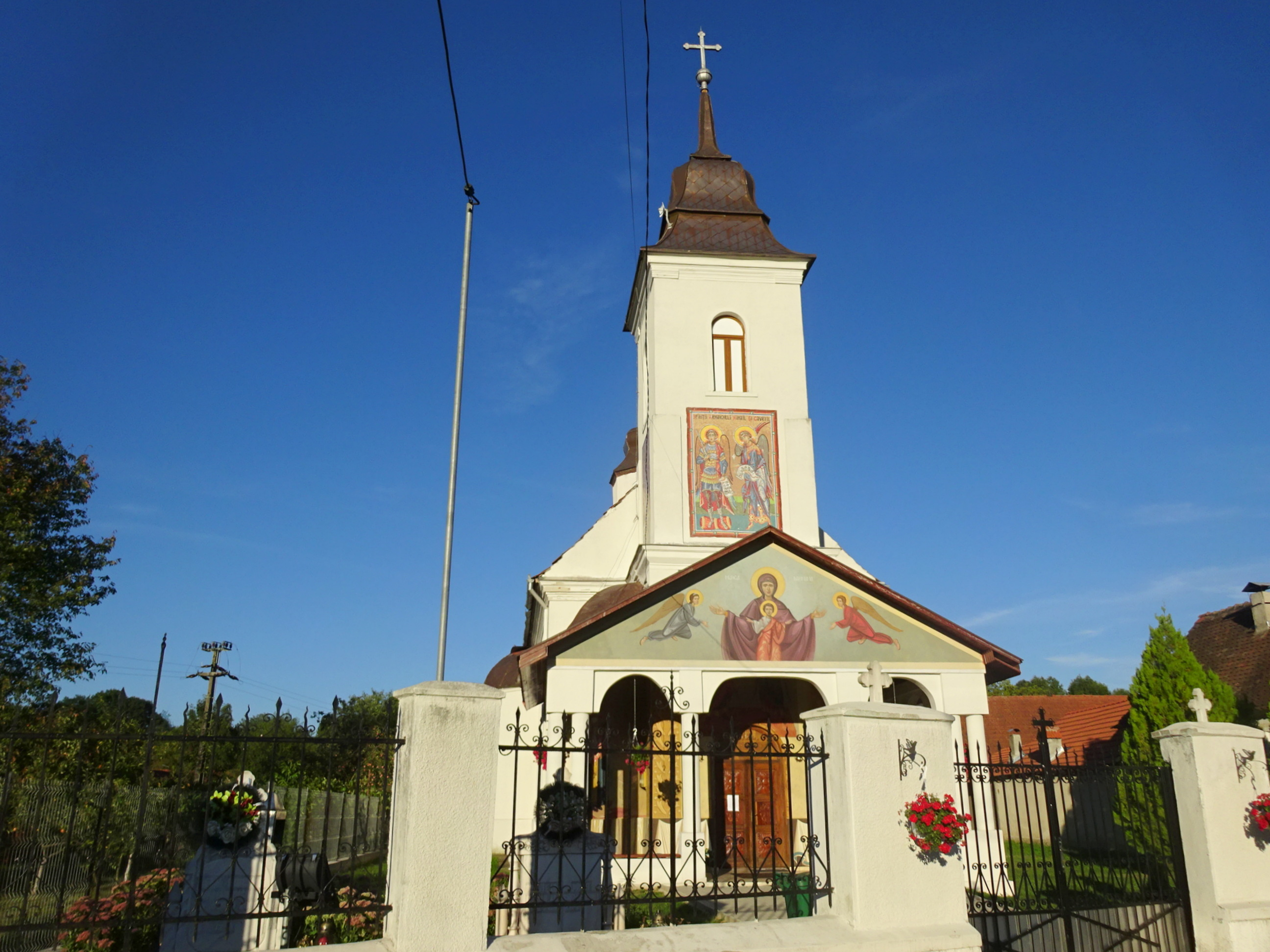
Biserica Sfinții Arhangheli din Orăștioara de Jos (1910-1911)
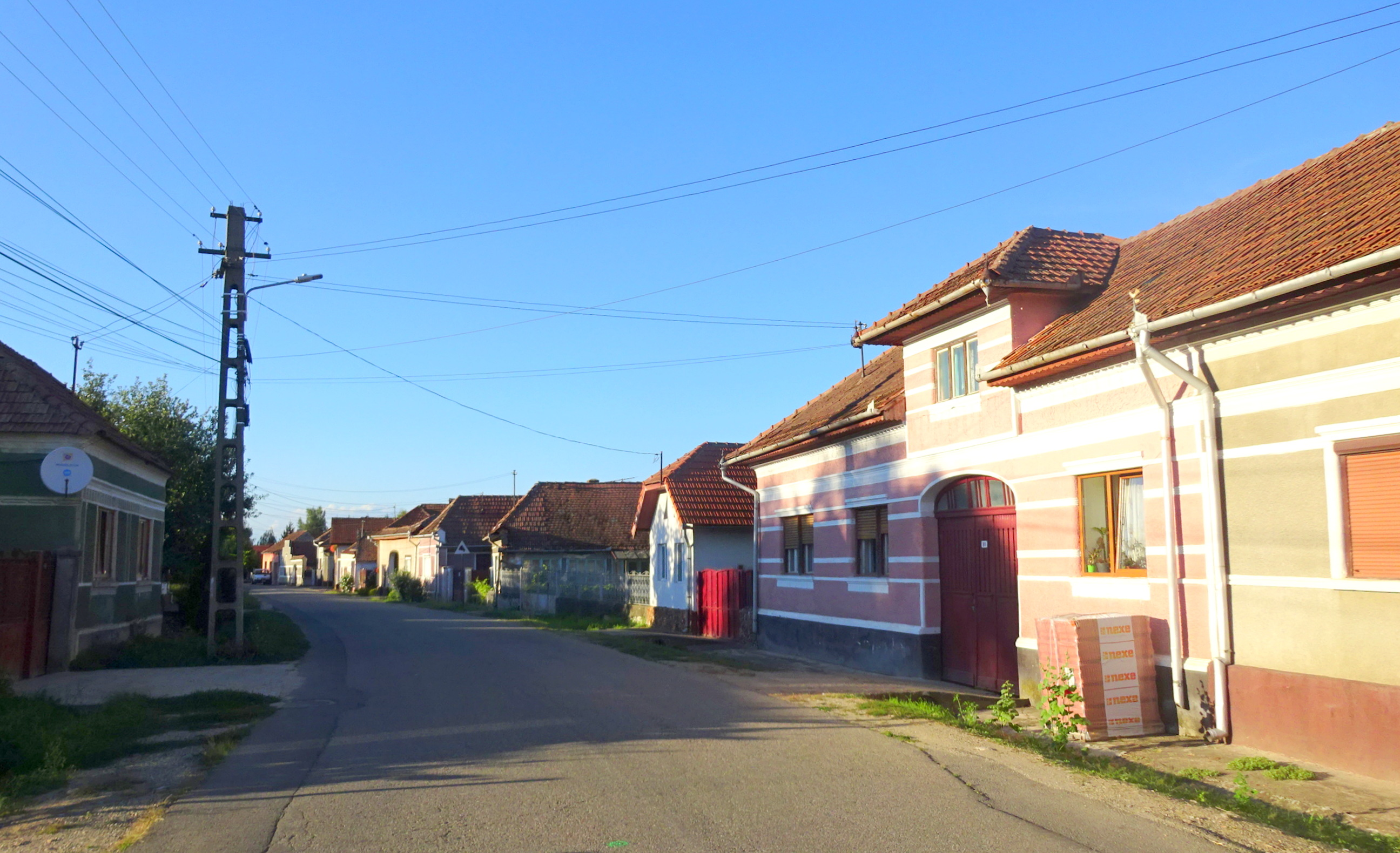
Orăștioara de Jos
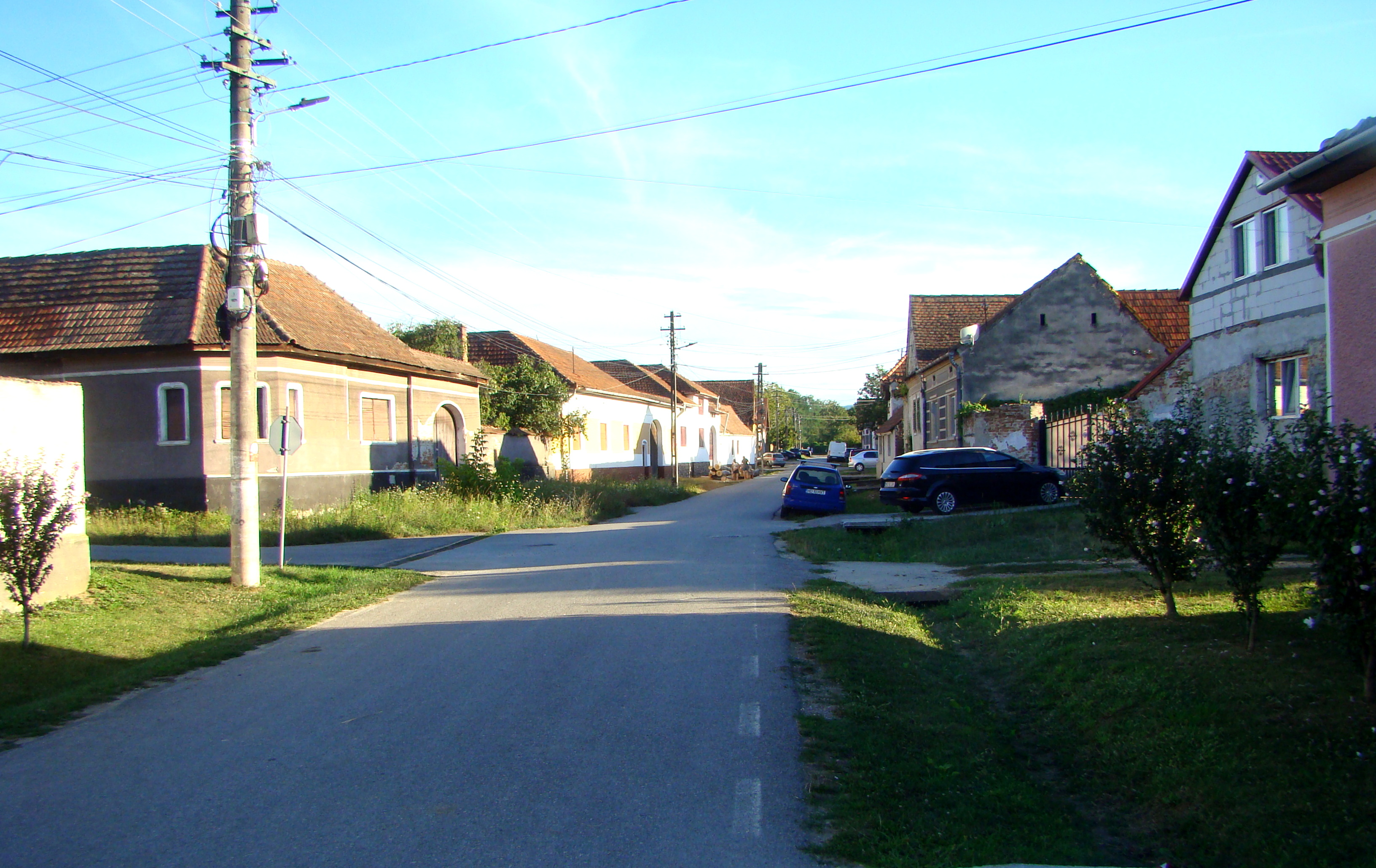
Sereca
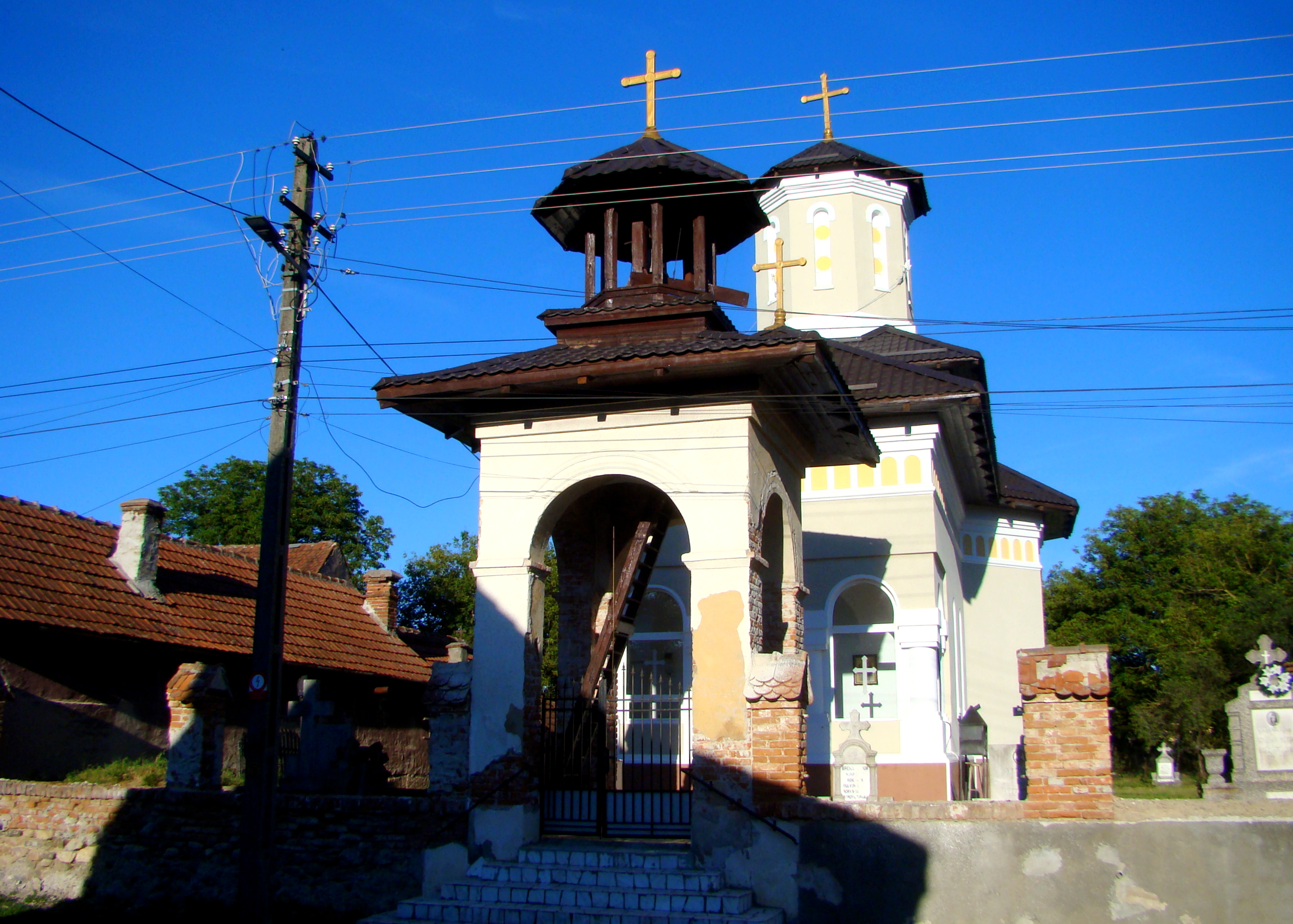
Biserica Sfântul Nicolae din Sereca (1931-1934)